# Carla Guginová
Carla Guginová (* 29. srpna 1971 Sarasota, Florida) je americká herečka známá ztvárněním rolí Sally Jupiterové v mysterózním sci-fi Strážci – Watchmen, lesbické Lucille v thrilleru Sin City – město hříchu, Amandy Danielsové ve třetí, páté a sedmé sezóně seriálu Vincentův svět, Ingrid Cortezové v trilogii Spy Kids a jako hlavní postava v seriálech Karen Sisco a Threshold.
Ve vedlejších úlohách se také představila ve snímcích Zeťák, Noc v muzeu, Útěk na Horu čarodějnic nebo Americký gangster.

## Osobní život
Narodila se ve floridské Sarasote do rodiny ortodontisty italského původu Carla Gugina a matky s anglicko-irskými předky v angličtině označovanými jako "Bohemian". Ve věku dvou let se její rodiče rozešli a od té doby žila střídavě u otce a polovičního bratra Carla Gugina ml. v Saratose a u matky v kalifornském Paradise, kam se přestěhovala ve čtyřech letech. Jako teenager pracovala v modelingu a od své tety, modelky a moderátorky Carol Merrillové, dostávala lekce herectví.

## Nominace a ceny
V roce 2009 na 34. galavečeru Národní italsko-americké nadace (National Italian American Foundation; NIAF) ve Washingtonu, D.C. získala Zvláštní ocenění v oblasti zábavy, kterou ji předala přítelkyně a herečka Connie Brittonová.

## Soukromý život
K roku 2013 udržovala vztah s americkým filmovým režisérem, scenáristou a producentem Joshem Adamsem. První jejich střetnutí proběhlo v roce 1996, když si spolu zahráli ve filmu Wedding Bell Blues. Následně se herečka objevila v několika partnerových snímcích, na kterých se podílel jako režisér či scenárista.

## Filmografie

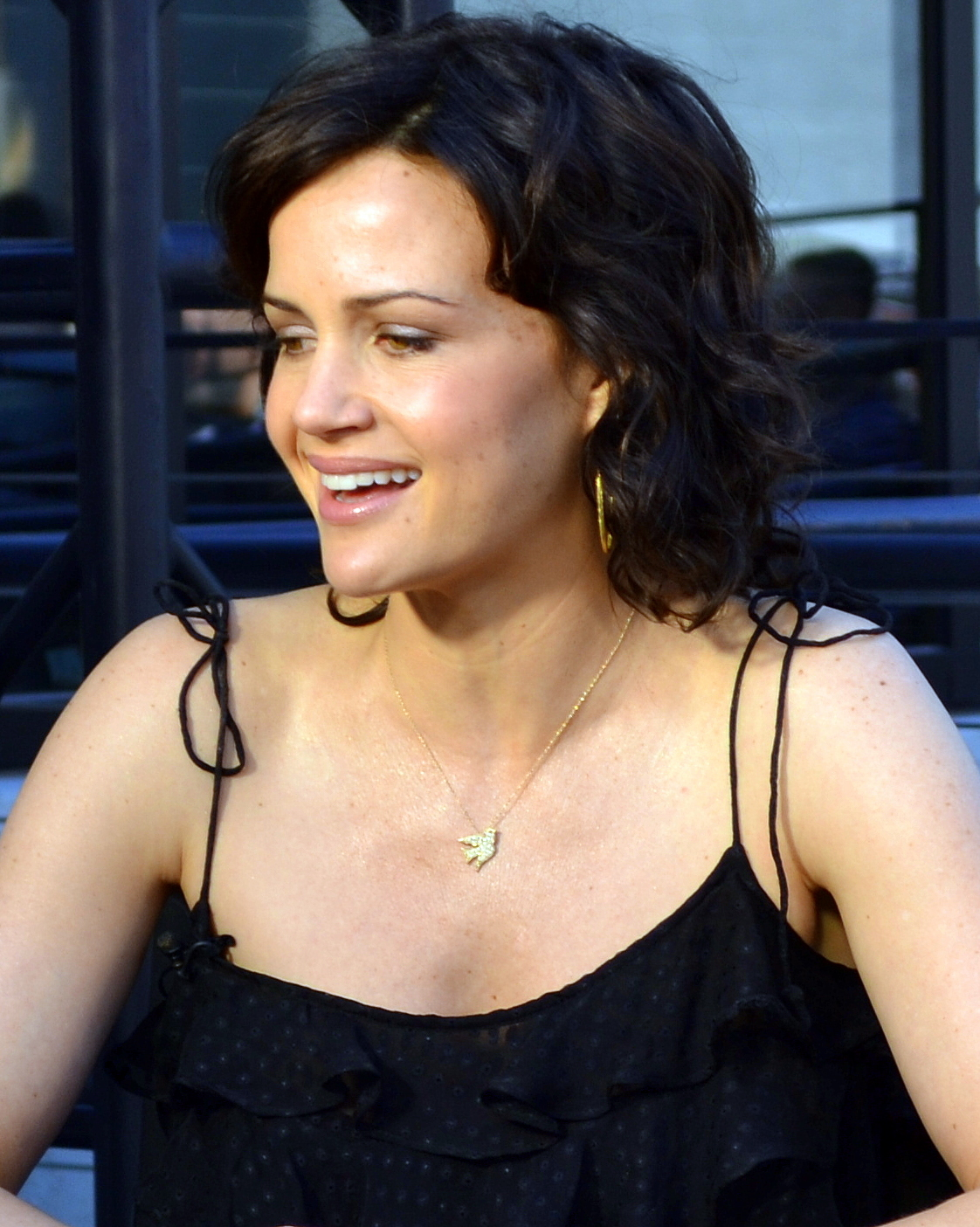
Carla Guginová, 2011

| Film       | Film                                           | Film                            | Film                                                                     |
| rok        | film                                           | role                            | poznámka                                                                 |
| ---------- | ---------------------------------------------- | ------------------------------- | ------------------------------------------------------------------------ |
| 1989       | Oddíl z Beverly Hills                          | Chica Barnfell                  |                                                                          |
| 1990       | Vítej doma, Roxy Carmichaelová                 | mladá Roxy                      |                                                                          |
| 1993       | Dospívání po americku                          | Norma Hansen                    |                                                                          |
| 1993       | Red Hot                                        | Valentina                       |                                                                          |
| 1993       | Zeťák                                          | Rebecca 'Becca' Warner          |                                                                          |
| 1995       | Rapsodie v Miami                               | Leslie Marcus                   |                                                                          |
| 1996       | Na konci sil                                   | Megan 'Meg' Harris              |                                                                          |
| 1996       | Neuvěřitelná cesta 2: Ztraceni v San Francisku | Delilah                         | hlasová role                                                             |
| 1996       | Domácí války                                   | Melissa                         |                                                                          |
| 1996       | Wedding Bell Blues                             | Violet                          |                                                                          |
| 1996       | Michael                                        | Bride                           |                                                                          |
| 1997       | Rošády lásky                                   | Amy                             |                                                                          |
| 1998       | Hadí oči                                       | Julia Costello                  |                                                                          |
| 1998       | Judas Kiss                                     | Coco Chavez                     |                                                                          |
| 2001       | Spy Kids: Špioni v akci                        | Ingrid Cortez                   |                                                                          |
| 2001       | Střed světa                                    | Jerri                           |                                                                          |
| 2001       | The Jimmy Show                                 | Annie                           |                                                                          |
| 2001       | Jedinečný                                      | T. K. Law/Massie Walsh          |                                                                          |
| 2002       | Spy Kids 2: Ostrov ztracených snů              | Ingrid Cortez                   |                                                                          |
| 2003       | Zpívající detektiv                             | Betty Dark/Hooker               |                                                                          |
| 2003       | Spy Kids 3-D: Game Over                        | Ingrid Cortez                   |                                                                          |
| 2005       | The Life Coach                                 | Carla                           |                                                                          |
| 2005       | Sin City – město hříchu                        | Lucille                         |                                                                          |
| 2006       | Hazard                                         | Veronica                        |                                                                          |
| 2006       | Noc v muzeu                                    | Rebecca Hutman                  |                                                                          |
| 2007       | The Lookout                                    | Janet                           |                                                                          |
| 2007       | Oběť: Lovec krve                               | Eve                             |                                                                          |
| 2007       | Americký gangster                              | Laurie Roberts                  |                                                                          |
| 2008       | Oprávněné vraždy                               | Det. Karen Corelli              |                                                                          |
| 2009       | Nenarození                                     | Janet Beldon                    |                                                                          |
| 2009       | Sparks                                         | Robin                           | krátkometrážní                                                           |
| 2009       | Strážci – Watchmen                             | Sally Jupiter/Silk Spectre      |                                                                          |
| 2009       | Útěk na Horu čardějnic                         | Dr. Alex Friedman               |                                                                          |
| 2009       | Ženy v nesnázích                               | Elektra Luxx                    |                                                                          |
| 2009       | Under the Hood                                 | Sally Jupiter/Silk Spectre      | přímo na VHS                                                             |
| 2010       | The Mighty Macs                                | Cathy Rush                      |                                                                          |
| 2010       | Elektra Luxx                                   | Elektra Luxx                    |                                                                          |
| 2010       | Zítra snad bude líp                            | Robin                           |                                                                          |
| 2010       | Faster                                         | Cicero                          |                                                                          |
| 2011       | Girl Walks Into a Bar                          | Francine Driver                 |                                                                          |
| 2011       | Sucker Punch                                   | Dr. Věra Gorská                 |                                                                          |
| 2011       | Pan Popper a jeho tučňáci                      | Amanda                          |                                                                          |
| 2011       | I Melt With You                                | Laura                           |                                                                          |
| 2011       | Šťastný Nový rok                               | Dr. Morriset                    |                                                                          |
| 2012       | Hotel Noir                                     | Hanna Click                     |                                                                          |
| 2013       | By Virtue Fall                                 | Herečka                         |                                                                          |
| 2013       | Muž z oceli                                    | Kelor (hlas)                    |                                                                          |
| 2014       | Shoda                                          | Lisa                            |                                                                          |
| 2015       | San Andreas                                    | Emma                            |                                                                          |
| 2016       | Bling                                          | Catherine (hlas)                |                                                                          |
| 2016       | Batman vs Superman: Úsvit spravedlnosti        | Kelor (hlas)                    |                                                                          |
| 2016       | Wolves                                         | Jenny Keller                    |                                                                          |
| 2017       | Gerald's Game                                  | Jessie Burlingame               |                                                                          |
| 2017       | Vesmír mezi námi                               | Kendra                          |                                                                          |
| 2018       | Zamčený pokoj                                  | Claire                          |                                                                          |
| TBA        | Gunpowder Milkshake                            | Mathilde                        |                                                                          |
| Televize   |                                                |                                 |                                                                          |
| rok        | seriál/TV film                                 | role                            | poznámka                                                                 |
| 1988       | Who's the Boss?                                | Jane                            | díl: „Prom Night II“                                                     |
| 1988       | Good Morning, Miss Bliss                       | Karen                           | díl: „Summer Love“                                                       |
| 1989       | ALF                                            | Laura                           | díl: „Standing in the Shadows of Love“                                   |
| 1989–1990  | Falcon Crest                                   | Sydney St. James                | 11 dílů                                                                  |
| 1990       | Ferris Bueller                                 | Ann Peyson                      | díl: „Stand-In Deliver“                                                  |
| 1991       | Doogie Howser, M.D.                            | Sara Newman                     | díl: „Dueling Divas“                                                     |
| 1991       | The Wonder Years                               | Sandy                           | díl: „Triangle“                                                          |
| 1992       | Murder Without Motive: The Edmund Perry Story  | Allison Connors                 | TV film jiný název: Best Intentions                                      |
| 1992       | Quantum Leap                                   | Michelle Temple Cutter          | 4. sezóna, díl: „Ghost Shi“                                              |
| 1992       | Davis Rules                                    | Kathi                           | díl: „A Father Makes All the Difference díl: Someone to Watch Over Them“ |
| 1992       | Soukromá záležitost                            | Mary Beth                       | TV film jiný název: Miss Sherri                                          |
| 1994       | Motorcycle Gang                                | Leann                           | TV film                                                                  |
| 1995       | The Buccaneers                                 | Nan St. George                  | 5 dílů                                                                   |
| 1996, 1998 | Všichni starostovi muži                        | Ashley Schaeffer                | hlavní role, 12 dílů                                                     |
| 1998       | Alexandria Hotel                               |                                 | minisérie, 6 dílů                                                        |
| 1999       | Čas zázraků                                    | Emilie Thompson                 | TV film                                                                  |
| 1999–2000  | Nemocnice Chicago Hope                         | Dr. Gina Simon                  | hlavní role (6. řada), 23 dílů                                           |
| 2001       | Bytost z hlubin                                | Lily                            | TV film jiný název: She Creature                                         |
| 2003–2004  | Karen Sisco                                    | Karen Sisco                     | hlavní role, 10 dílů                                                     |
| 2005–2006  | Threshold                                      | Dr. Molly Anne Caffrey          | hlavní role, 13 dílů                                                     |
| 2007–2010  | Vincentův svět                                 | Amanda Daniels                  | 12 dílů                                                                  |
| 2010       | Californication                                | Abby                            | 10 dílů                                                                  |
| 2011       | Hide                                           | Warren                          | TV film                                                                  |
| 2012       | Strážce pořádku                                | Karen Goodall                   | 3. sezóna, 2. díl, díl: „Cut Ties“                                       |
| 2012       | Politická hra                                  | Susan Berg                      | 6 dílů, minisérie                                                        |
| 2012       | Nová holka                                     | Emma                            | 3 díly                                                                   |
| 2013       | Doubt                                          | Linda                           | pilotní epizoda                                                          |
| 2015       | Kize                                           | Joanne „Jo“ Larson              | vedlejší role, 6 dílů                                                    |
| 2015–2016  | Městečko Pines                                 | Kate Hewson                     | hlavní role, 11 dílů                                                     |
| 2016       | Roadies                                        | Shelli                          | hlavní role, 10 dílů                                                     |
| 2016       | Supergirl                                      | Kelor (hlas)                    | díl: „Soltitude“                                                         |
| 2017       | Nashville                                      | Virginia Wyatt                  | díl: „If Tomorrow Never Comes“                                           |
| 2018       | Robot Chicken                                  | Joyce Byers / Meg Altman (hlas) | díl: „Mr. Mozzarella's Hamburger Skateboard Depot“                       |
| 2018       | The Haunting                                   | Olviia Crain                    | hlavní role                                                              |
| 2019       | Jett                                           | Daisy „Jett“ Kowalski           | hlavní role                                                              |